# Корицкий, Николай Дмитриевич
Никола́й Дми́триевич Кори́цкий (1854—1915) — владимирский городской и епархиальный архитектор из шляхетского рода Корицких. Сын архитектора Корицкий, Дмитрий Андреевич // Большая русская биографическая энциклопедия (электронное издание). — Версия 3.0. — М.: Бизнессофт, ИДДК, 2007.. Статский советник.

## Биография
Родился в 1854 году, происходил из потомственных дворян Владимирской губернии. Его отец Дмитрий Андреевич Корицкий с 1858 по 1864 год служил владимирским губернским архитектором.
В 1874 году окончил курс архитектуры в Училище живописи, ваяния и зодчества, после чего поступил в Санкт-Петербургскую Императорской Академии художеств; 22 мая 1876 год советом академии он был удостоен серебряной медали второго достоинства за архитектурную программу «Мавзолей», 27 октября 1879 года — серебряной медали первого достоинства за программу «Манеж Татерсаль и школа верховой езды». В июле 1880 года, по окончании учебного заведения, получил звание классного художника 3-й степени и право на чин XIV класса. Помимо прочего, Советом академии художеств Корицкий был удостоен большой серебряной медали за хорошие познания в архитектуре и в ноябре того же 1880 года причислен к Министерству внутренних дел в должности младшего инженера. Спустя два года Корицкий был утверждён в должности епархиального архитектора, в которой прослужил почти 18 лет. Именно в эти годы им были созданы проекты строительства или реконструкции многих храмов на территории Владимирской губернии. За время своей деятельности в должности архитектора Н. Д. Корицкий дослужился до чина коллежского советника.
Был удостоен нескольких наград:

Н. Д. Корицкий, его жена Екатерина и сын Владимир.

- знак I класса «Общества спасания на Альпах» (1889) и крест за заслуги «Общества Спасания на Альпах» (1890)
- орден Св. Анны 3-й степени за 12-летний срок службы в должности младшего инженера строительного отделения губернского правления;
- серебряная медаль «В память царствования императора Александра III» (1894)
- тёмно-бронзовая медаль за участие в первой всеобщей переписи населения;
- орден Св. Станислава 2-й степени;
- серебряная медаль в память коронования императора Николая II (1897);
- бронзовый знак Императорского человеколюбивого общества[1];
- серебряный знак ведомства учреждений императрицы Марии (1899);
- серебряная медаль за участие в деятельности Российского общества Красного креста во время Русско-японской войны 1904—1905 гг. (1905).

В 1897 году он был утверждён сверхштатным членом Владимирского епархиального училищного совета. С 1899 года был действительным членом Владимирской губернской учёной архивной комиссии. С 1887 по 1891 годы он входил в состав строительного комитета, занимающегося реставрацией белокаменных фасадов Успенского собора (XII в.) во Владимире, с 1889 по 1891 гг. участвовал в реставрации Троицкого собора в Александрове. Архивными документами отмечается осторожность Николая Дмитриевича относительно древней живописи храма: он не позволил её исправить «без сношения с московским археологическим обществом». По его проектам были построены часовни в д. Ивановской (1891), в д. Дягильково (1898) Ковровского уезда, перестроена и расширена колокольня храма на Князь-Владимирском кладбище, а также построена колокольня церкви Константина и Елены во Владимире (1885). В первые годы XX столетия Николаем Дмитриевичем были спроектированы Покровский собор Свято-Никольской женской общины в селе Назарьево (сейчас территория поселка Лежнево Ивановской области), в 1903 году — Троицкий собор в Юрьеве Польском (в непосредственной близости от Георгиевского собора). Им также был разработан в 1909—1910 годах проект проведения электрического освещения на фабрике братьев Дербенёвых (тогда на предприятии было установлено около 1900 ламп накаливания). Жил он во Владимире на Вознесенской улице, в собственном доме.
После 1910 года Н. Д. Корицкий переехал в Москву, где сменил направление своей деятельности, заняв пост директора Московского общества кредитования под залог недвижимости. В 1911 году проживал в Москве по адресу: Кривоарбатский переулок, дом 8, в 1915 году его адрес: улица Полянка, дом 59, кв. 9.
Умер 8 (21) июня 1915 года; по информации ковровского архитектора О. Л. Купряхиной, он погиб в результате несчастного случая на подмосковной железнодорожной станции Томилино и был похоронен в Москве на Ваганьковском кладбище.

## Известные работы
- Четырехклассное училище, Ковров
- Приходское училище, Ковров
- Водонапорная башня, Ковров, ул. Московская (Абельмана)
- Свято-Вознесенский храм (Камешково)
- Реставрация Владимирского Успенского собора, Владимир /совместно с И. А. Карабутовым (1887—1891)
- Трапезная, село Горицы Владимирского уезда (1891)
- Часовни, деревни Ивановская и Дягильково Ковровского уезда (1898)
- Обследование колокольни Знаменского монастыря, Гороховец (1899)
- Обновление живописи в Троицком соборе Успенского монастыря, г. Александров
- Церковь Петра и Павла, Шуя (1893)
- Наблюдение за строительством храма Всех Святых, Гороховец (1909—1910)